# Fritz de Brouckère

Fritz de Brouckère is een Belgische schilder uit de late negentiende en vroege twintigste eeuw. Hij is in 1879 geboren en in 1928 gestorven. Zijn schilderstijl hoort bij het impressionisme en leunt sterk bij het symbolisme en luminisme aan.
De Belgische kust, de polders en het plattelandsleven zijn veel voorkomende elementen in zijn schilderijen. Dat hij een deel van zijn leven in Knokke heeft besteed, van 1910 tot 1923, verklaart deels deze keuzes.
Fritz de Brouckère heeft nooit gewenst zijn werken tentoon te stellen en hield zijn werken voor zich of schonk ze aan vrienden of kennissen.
De schilder was een zeer grote muziekliefhebber. Hij ging regelmatig naar De Munt te Brussel, om er muziekoptredens of opera's bij te wonen.
Om medische redenen is hij met zijn familie terug naar Brussel getrokken, waar hij uiteindelijk in 1928 op negenenveertigjarige leeftijd stierf. Zijn vrouw, Adrienne, stierf in 1971.